# James Bonner
James Frederick Bonner  (* 1. September 1910 in Ansley (Nebraska); † 13. September 1996) war ein US-amerikanischer Biologe (Biochemie, Biophysik, Pflanzenphysiologie).
Bonners Vater Walter Daniel Bonner war Chemieprofessor unter anderem an der University of Utah in Salt Lake City. Bonner studierte Chemie und Mathematik an der University of Utah und am Caltech, wo er bei Thomas Hunt Morgan und Theodosius Dobzhansky studierte, dessen Assistent er wurde. 1931 erhielt er seinen Bachelor-Abschluss an der University of Utah. 1934 wurde er bei Alfred Sturtevant am Caltech promoviert, fertigte seine Dissertation aber bei den Pflanzenphysiologen Kenneth V. Thimann, Frits Warmolt Went und  Herman E. Dolk an. Danach war er in Deutschland, Österreich, den Niederlanden (bei Hugo Rudolph Kruyt in Utrecht und in Leiden) und in der Schweiz bei Albert Frey-Wyssling. Bei der Rückkehr 1935 wurde er Research Fellow am Caltech, 1936 Instructor, 1937 Assistant Professor, 1943 Associate Professor und 1946 Professor. 1981 wurde er emeritiert und gründete danach die Firma Phytogen.
Von ihm stammen über 500 Veröffentlichungen. Er forschte über Wachstumshormone bei Pflanzen, Pektine und Zellwände von Pflanzen (bei Frey-Wyssling entdeckte er, dass Auxine die Zellwände lockern), Vitamine für Wurzelwachstum, Wund-Hormone, Physiologie des Blühens (Photoperiodismus). Mit Karl Hamner entdeckte er, dass zum Blühen die Länge der Nacht ausschlaggebend war und diese nicht durch Lichtperioden unterbrochen sein durfte. Im Zweiten Weltkrieg und danach studierte er Umwelteffekte und Biochemie der Kautschukproduktion (aus Guayule in der Zeit des Zweiten Weltkriegs und später mit dem Rubber Research Institute von Malaysia). In den 1950er Jahren leistete er wichtige Beiträge zur Biochemie von Pflanzen (Bestimmung des Hauptbestandteils der Pflanzenproteine, später als RuBisCO identifiziert; ähnliche Funktionsweise der Mitochondrien bei Pflanzen wie bei Tieren). Ab den 1960er Jahren interessierte er sich zunehmend allgemein für Molekularbiologie, zum Beispiel mit Histonen, wobei er mit Kollegen entdeckte, dass Histon IV bei Tieren und Pflanzen fast identisch ist.
Er befasste sich auch mit Wissenschaftsphilosophie.
Er war Mitglied der National Academy of Sciences (1950), der Leopoldina (1959), der American Academy of Arts and Sciences (1960), der American Philosophical Society (1966), der American Association for the Advancement of Science (1955) und 1948/49 Präsident der American Association of Plant Physiologists. 1949/50 stand er der Sektion Physiologie der Botanical Society of America vor.
Er war passionierter Bergsteiger (der auch im Himalaya kletterte) und aktiv in der National Ski Patrol und im Sierra Club.
1972 erhielt er den Tolman Award.

## Schriften
- mit A. W. Galston: Principles of Plant Physiology, Freeman 1952
- Chapters from my life, Annual Reviews of Plant Physiology and Plant Molecular Biology, Band 45, 1994, S. 1–23
- mit J. L. Liverman: Hormonal control of flower initiation, in: W. E. Loomis (Hrsg.), Growth and differentiation in plants, Arnes, Iowa, 1953 pp. 283–304.